# Датско-палестинские отношения
Палестино-датские отношения — двусторонние международные отношения между Государством Палестина и Королевством Дания. В Рамалле расположено также датское представительство. Государство Палестина имеет полудипломатическое представительство в качестве посла в Копенгагене. Дания до сих пор ещё не признала существование и суверенитет Государства Палестины, потому фактически не разрешая полноценные дипломатические отношения между двумя странами.

## Признание суверенитета Палестины
29 ноября 1947 года, Дания поддержала план ООН по разделу Палестины, то есть создание двух независимых государств на территории подмандатной Палестины: еврейского и арабского. В декабре 2010 года Палестинская национальная администрация попросила признать суверенитет Палестины в границах 1967 года. В январе 2011 года Дания и Норвегия заявили, что позднее признают Государство Палестина. 9 марта 2011 года Махмуд Аббас впервые посетил Данию чтобы обсудить двусторонние отношения между двумя странами. Во время визита, министр иностранных дел Дании Лене Эсперсен заявила, что Дания не рассматривает вопрос о признании Палестины. 29 мая политическая датская партия «Социал-демократы» заявила, что если они выиграют следующие парламентские выборы, то они признают Палестину. Но в августе всё ещё не было известно, как проголосует Дания в ООН.
15 сентября 2011 года социал-демократы выиграли парламентские выборы и поддержали участие Палестины в ООН, однако Дания ждала общего решения Европейского союза. 22 сентября 2012 года сотни датчан вышли на демонстрацию перед Фолькетингом. Посол Палестины в Дании заявил: «Это признание укрепит датско-арабские отношения и отразит поддержку датского народа в стремлении палестинцев вступить в ООН». В октябре 2012 года Дания воздержалась от голосования насчёт резолюции по поводу Палестины.
Социалистическая Красно-зелёная коалиция поддерживает независимость Палестины, однако ни одна другая партия в парламенте не признаёт Палестину.

## Участие Дании в помощи Палестине
Дания помогает Государству Палестина несколькими способами. Например, Дания продолжает участвовать в мирном процессе, содействует плану «Дорожная карта» и другим инициативам. Дания также поддерживает миротворческий план Организации освобождения Палестины. Кроме того, датское правительство поддерживает создание суверенного, демократического и мирного палестинского государства. Дания поддерживает организации, создающие основы такого государства. Среди них организации, борющиеся против коррупции, нарушений людских прав и поддерживающие свободные и честные выборы. Дания также стремится улучшить условия жизни в Палестине путём поддержки развития частного сектора. В настоящее время Дания оказывает поддержку небольшим местным советам в районе Дженина посредством объединения и наращивания потенциала. Целью Дании также является ускорение экономической интеграции Западного берега реки Иордан и Израиля.